# Білоусівська сільська рада (Драбівський район)
Білоу́сівська сільська́ ра́да — адміністративно-територіальна одиниця та орган місцевого самоврядування у Драбівському районі Черкаської області. Адміністративний центр — село Білоусівка.

## Загальні відомості
- Населення ради: 2 473 особи (станом на 2001 рік)

## Населені пункти
Сільській раді були підпорядковані населені пункти:
- с. Білоусівка

## Склад ради
Рада складалася з 16 депутатів та голови.
- Голова ради: Левченко Сергій Васильович
- Секретар ради: Десятник Ольга Петрівна

### Керівний склад попередніх скликань
| Прізвище, ім'я, по батькові    | Основні відомості                                                                       | Дата обрання | Дата звільнення |
| ------------------------------ | --------------------------------------------------------------------------------------- | ------------ | --------------- |
| Петлюшенко Любов Олександрівна | Сільський голова, 1952 року народження, член Соціалістичної партії України              | 26.03.2006   | 31.10.2010      |
| Левченко Сергій Васильович     | Сільський голова, 1974 року народження, освіта середня спеціальна, член Партії регіонів | 31.10.2010   |                 |

Примітка: таблиця складена за даними сайту Верховної Ради України

### Депутати
За результатами місцевих виборів 2010 року депутатами ради стали:

#### За суб'єктами висування
| Суб'єкт висування           | Кількість обраних депутатів | %    |
| --------------------------- | --------------------------- | ---- |
| Самовисування               | 15                          | 93,8 |
| Комуністична партія України | 1                           | 6,3  |

#### За округами
| № округу                    | Прізвище, ім'я, по батькові       | Дата визнання обраним | Освіта             | Партійна приналежність            | Відомості про обраного депутата                          |
| --------------------------- | --------------------------------- | --------------------- | ------------------ | --------------------------------- | -------------------------------------------------------- |
| Комуністична партія України |                                   |                       |                    |                                   |                                                          |
| 10                          | Поляков Микола Миколайович        | 01.11.2010            | середня спеціальна | член Комуністичної партії України | СТОВ «Пальміра», завідувач складу                        |
| Самовисування               |                                   |                       |                    |                                   |                                                          |
| 1                           | Гладун Валентина Сергіївна        | 01.11.2010            | середня            | член Партії регіонів              | тимчасово не працює                                      |
| 2                           | Касян Тетяна Володимирівна        | 01.11.2010            | середня спеціальна | член Партії регіонів              | Сільський будинок культури, художній керівник            |
| 3                           | Борисович Ніна Борисівна          | 01.11.2010            | середня спеціальна | член Партії регіонів              | приватний підприємець                                    |
| 4                           | Вовк Людмила Григорівна           | 01.11.2010            | середня            | член Партії регіонів              | Білоусівська сільська рада, касир                        |
| 5                           | Дорошенко Валентина Олександрівна | 01.11.2010            | середня            | член Партії регіонів              | Страхова компанія «Провідна», страховий агент            |
| 6                           | Бугайчук Валентин Іванович        | 01.11.2010            | середня            | член Партії регіонів              | приватний підприємець                                    |
| 7                           | Вовчинський Олександр Васильович  | 01.11.2010            | середня спеціальна | член Партії регіонів              | Дитячий навчальний заклад «Колосок», художній керівник   |
| 8                           | Десятник Ольга Петрівна           | 01.11.2010            | середня спеціальна | член Партії регіонів              | Білоусівська сільська рада, секретар                     |
| 9                           | Скиба Любов Віталіївна            | 01.11.2010            | середня            | член Партії регіонів              | Дитячий навчальний заклад «Колосок», помічник вихователя |
| 11                          | Яремич Оксана Олександрівна       | 01.11.2010            | середня            | член Партії регіонів              | тимчасово не працює                                      |
| 12                          | Горобець Василь Михайлович        | 01.11.2010            | вища               | член Партії регіонів              | Білоусівська сільська рада, спеціаліст землевпорядник    |
| 13                          | Кулик Раїса Юріївна               | 01.11.2010            | середня спеціальна | член Партії регіонів              | Бібліотека № 2, завідувачка                              |
| 14                          | Павлик Ольга Олександрівна        | 01.11.2010            | середня            | член Партії регіонів              | тимчасово не працює                                      |
| 15                          | Хавронич Любов Андріївна          | 01.11.2010            | середня            | член Партії регіонів              | Дитячий навчальний заклад «Колосок», кухар               |
| 16                          | Левченко Микола Миколайович       | 01.11.2010            | середня            | член Партії регіонів              | СТОВ «Пальміра», шофер                                   |

## Природно-заповідний фонд
На землях сільради розташовано гідрологічний заказник місцевого значення Білоусівський.